# 1894 en Belgique
Chronologie de la Belgique
- 1890
- 1891
- 1892
- 1893
- 1894
- 1895
- 1896
- 1897
- 1898

Cette page recense des événements qui se sont produits durant l'année 1894 en Belgique.

## Événements
- 26 mars : 
  - Adoption de la Charte de Quaregnon, déclaration idéologique du Parti ouvrier belge (P.O.B.), constitué en 1885[1].
  - Installation du gouvernement de Burlet (catholique). Ce cabinet mène la première tentative de reprise du Congo de Léopold II par l'État belge. Le Roi accepte dans un premier temps, mais parvient ensuite à convaincre le gouvernement d'y renoncer et d'abandonner le droit de regard de la Belgique sur les activités financières du Congo (1895)[2].
- Mai - novembre : exposition universelle d’Anvers.
- 12-13 août : championnats du monde de cyclisme sur piste à Anvers.
- 14 octobre : élections législatives en Belgique. Instauration du suffrage plural[1].

## Culture

### Littérature

#### Littérature francophone
- L'Enfant, pièce de Gustave Vanzype[3].
- Intérieur, Alladine et Palomides, pièces de Maurice Maeterlinck[4].
- Le Voile, pièce de Georges Rodenbach[5].

#### Littérature flamande
- Recueil de rimes (Rijmsnoer) de Guido Gezelle[6].

### Peinture

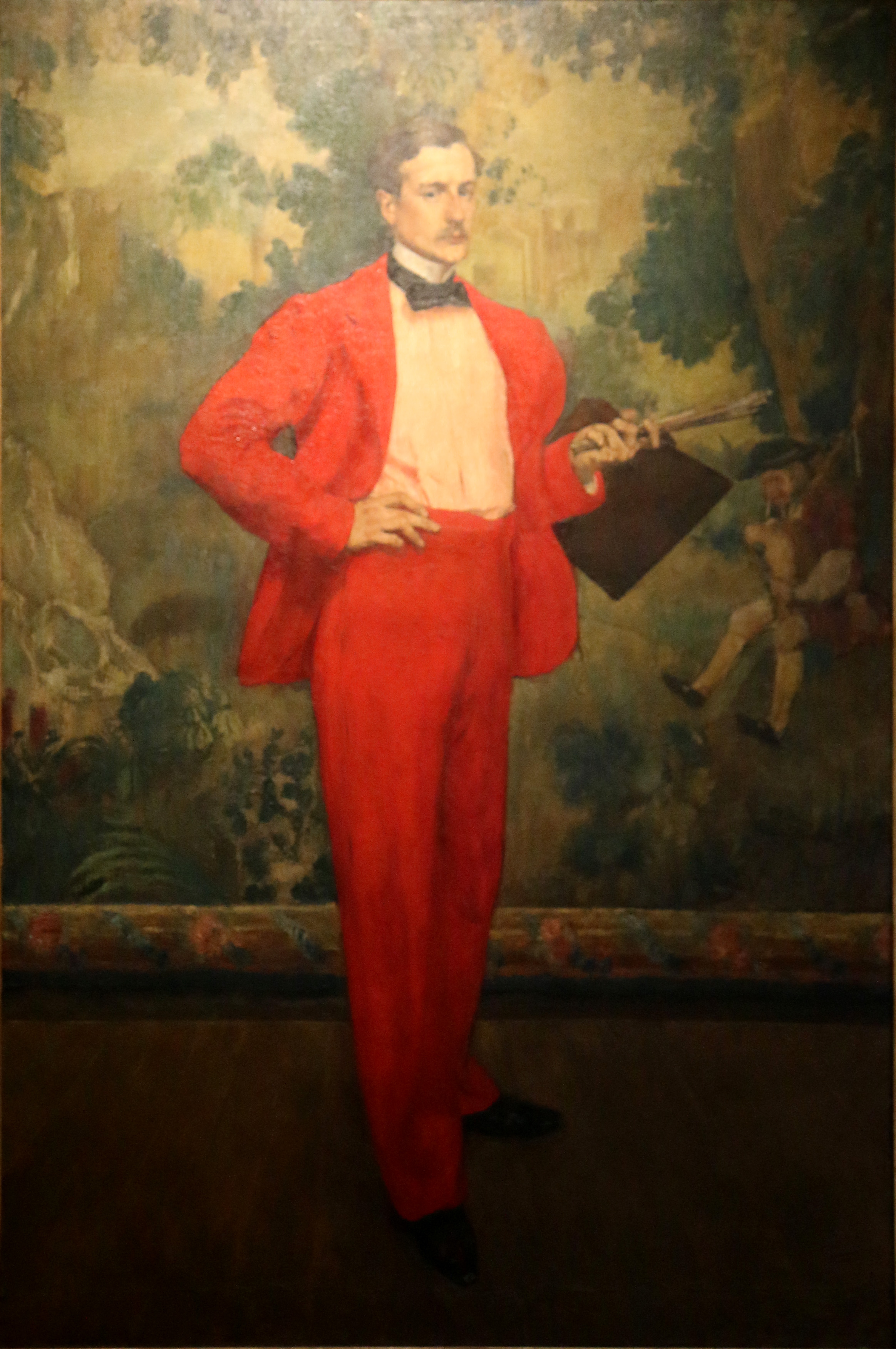
L'Homme en rouge (Henri Evenepoel)

## Naissances
- 14 février : Berten Dejonghe, coureur cycliste († 9 février 1981).
- 17 juillet : Georges Lemaître, prêtre catholique, astronome et physicien († 20 juin 1966).
- 5 août : Joseph Lacasse, peintre et sculpteur († 26 octobre 1975).
- 6 novembre : Victor de Laveleye, homme politique († 14 décembre 1945).

## Décès
- 7 février : Adolphe Sax, inventeur du saxophone (° 6 novembre 1814).
- 12 juin : Louis Bonet,  peintre (° 17 mars 1822).
- 19 décembre : Jean-Baptiste Degreef, peintre (° 1852).
- 22 décembre : Édouard Fiers, sculpteur (° 22 août 1822).